# マイちゃんアミちゃん
マイちゃんアミちゃんは、愛知県名古屋市を中心に活動するビアガーデンのキャンペンガール・女性アイドルグループである。

## 概要
- 名古屋市に1945年12月に創業されたビアガーデン・マイアミに所属するキャンペンガール。マイアミ店舗（名古屋市中区・名古屋三越栄店屋上[1]）でのライブステージを中心に活動している。2006年に初代メンバーの活動が始まるが、ビアガーデンの営業にあわせて活動するため毎年メンバーが入れ替わり、現在（2025年）のメンバーは19代目（新型コロナウイルスの影響によりステージイベントが休止された2021年は算入せず）にあたる。
- メンバーの活動は店舗内のライブのみならず、店舗のプロモーションのためのメディア出演や店舗以外でのライブに出演することもある。また、2019年まで毎年オリジナルCDを制作し店舗限定で販売していた。
- 2010年代からのライブアイドルブームもあり、近年は現役のライブアイドルや芸能事務所に所属するタレントも起用され、マイアミ店舗のキャンペンガールに加えライブアイドルとしての活動も目立っている。

## 現行のメンバー（19代目）
- 2025年4月の営業開始に先行して、同年3月公式インスタグラムにてメンバーが公表された[2]。
- 2024年期（第18代）から「りぶ」を除く5名が残留、新規メンバーとして「ここみ」「ゆうか」が加入し7名体制とした。

| 名前   | 血液型 | 誕生日   | 担当カラー | 備考                                                                                                |
| ------ | ------ | -------- | ---------- | --------------------------------------------------------------------------------------------------- |
| ふみか | AB型   | 7月23日  | 白         | 2018年からの継続（2018:2代目星組・マイ、2019:星組・マイ、2020,2022～2023:花組・アミ、2024：ふみか） |
| あやの | A型    | 6月19日  | オレンジ   | 2023年からの継続（2023：花組・マイ、2024：あやの）                                                  |
| ゆきの | B型    | 12月19日 | 黄緑       | 2024年からの継続                                                                                    |
| みく   | AB型   | 4月26日  | 赤         | 2024年からの継続                                                                                    |
| りら   | B型    | 1月28日  | ピンク     | 2024年からの継続                                                                                    |
| ゆうか | B型    | 9月7日   | 水色       | |
| ここみ | A型    | 3月1日   | 薄紫       | |

- なお、2018年から最長在籍となる7年目（コロナで活動停止の2021年を算入せず）となる”ふみか”は、前年・前々年に引き続き、タレントとしての芸名「かけのふみか（掛布古都花）」名義でソロとしてもステージ出演。

## 過去のメンバー

### 班編成の遍歴
- 2006年～2011年　2人1組でそれぞれ「マイちゃん」「アミちゃん」と名乗り活動。
- 2012年～2014年　出演回数を増やすため[4]、2人1組の「マイちゃん」「アミちゃん」を複数班結成。
- 2015年　　　　　2人×1班体制を解消、5人×1班の「マイちゃんアミちゃん's」を結成。「マイちゃん」「アミちゃん」とは名乗らず個々の名前で活動する。
- 2016年　　　　　2人×2班体制（演者は「マイちゃん」「アミちゃん」と名乗る）に戻したが、途中から2015年と同じ「マイちゃんアミちゃん's」体制（3人×1班、名義は個々の名前）に移行。
- 2017年　　　　　2人×1班体制に戻るが、名義は個々の名前。
- 2018年　　　　　2016年初期の2人×2班体制（グループは「花組」「星組」、演者は「マイちゃん」「アミちゃん」と名乗る）に戻す。
- 2019年　　　　　2018年の2人×2班体制を踏襲するも、1人が脱退したまま補充が行われなかったため、3人のうち2人が各曜日ごとに出演。
- 2020年・2022年　2人×2班体制を維持するも、1人が欠員のままであったため3人のうち2人が各曜日ごとに出演。
- 2023年　　　　　2018年の2人×2班体制に復帰。
- 2024年　　　　　班編成を解消

### 2014年メンバー（第9代）
2014年期営業期間中。”Jupiter””Venus”の2班に分け、それぞれで「マイちゃん」「アミちゃん」と名乗り活動。
| 名前          | 身長  | 血液型 | 誕生日   | 備考                                                       |
| ------------- | ----- | ------ | -------- | ---------------------------------------------------------- |
| Jupiter・マイ | 160cm | A型    | 12月8日  | 七碧ティナ⇒七海ティナ                                      |
| Jupiter・アミ | 158cm | A型    | 5月10日  | 松澤かんな（元・ナト☆カンメンバー）                        |
| Venus・マイ   | 167cm | A型    | 11月12日 | 2015年「マイちゃんアミちゃん's」りさ、ウーパーりさ（後述） |
| Venus・アミ   | 160cm | B型    | 12月15日 |                                                            |

### 2015年メンバー（第10代）
2015年期営業期間中。5人×1班の「マイちゃんアミちゃん's」を結成。「マイちゃん」「アミちゃん」とは名乗らず個々の名前で活動。
| 名前             | 身長  | 血液型 | 誕生日   | 備考                                 |
| ---------------- | ----- | ------ | -------- | ------------------------------------ |
| MIYU （みゆ）    | 154cm | O型    | 6月6日   |                                      |
| SAYA （さや）    | 160cm | B型    | 12月25日 |                                      |
| IKUMI （いくみ） | 158cm | A型    | 9月12日  |                                      |
| YURI （ゆり）    | 156cm | O型    | 5月4日   |                                      |
| RISA （りさ）    | 167cm | A型    | 11月12日 | 2014年から継続、ウーパーりさ（後述） |

### 2016年メンバー（第11代）
2016年期営業中（2016年4月～12月）。「マイちゃんアミちゃん」2班4人体制で活動開始したが、途中1名が脱退し3人×1班の「マイちゃんアミちゃん's」体制にシフト。
| 名前             | 活動開始当初の役割 | 身長  | 血液型 | 誕生日   | 備考           |
| ---------------- | ------------------ | ----- | ------ | -------- | -------------- |
| IKUMI （いくみ） | LUNA・マイ         | 157cm | A型    | 9月12日  | 2015年から継続 |
| AKI （あき）     | FLORA・マイ        | 156cm | O型    | 11月29日 |                |
| YURI （ゆり）    | FLORA・アミ        | 156cm | O型    | 5月4日   | 2015年から継続 |
| LUNA・アミ       |                    | 157cm | A型    | 9月28日  | 途中脱退       |

- いくみとあきは2022年期営業でステージ復帰（不定期）。

### 2017年メンバー（第12代）
第10代（2015年）・第11代（2016年）からの継続メンバー。2017年期営業中（2017年4月～12月）2人1班体制で活動。
| 名前             | 身長  | 血液型 | 誕生日  | 備考                   |
| ---------------- | ----- | ------ | ------- | ---------------------- |
| IKUMI （いくみ） | 157cm | A型    | 9月12日 | 2015・2016年からの継続 |
| YURI （ゆり）    | 156cm | O型    | 5月4日  | 2015・2016年からの継続 |

2018年も高井泉帆（女優・ラジオパーソナリティ）と「HIPA★HIPA」を結成しマイアミのステージにレギュラー出演。さらに2024年に2人で「HOP!」を結成しレギュラー復帰。

### 2018年メンバー（第13代）
2018年期（4月～11月）営業期間中。メンバーを一新させるとともに”花組””星組”の2班に分け、それぞれで「マイちゃん」「アミちゃん」と名乗り活動。週末などは2班合同で「マイちゃんアミちゃんDREAM」としてステージに立つこともある。
| 名前                     | 身長    | 血液型 | 誕生日  | 備考                                |
| ------------------------ | ------- | ------ | ------- | ----------------------------------- |
| 花組・マイ               | 155cm   | AB型   | 5月2日  | 橋本咲季                            |
| 花組・アミ               | 153cm   | B型    | 2月13日 |                                     |
| 星組・マイ（2018年2代）  | 164.7cm | AB型   | 7月23日 | 2018年7月補充でデビュー、掛布古都花 |
| 星組・アミ               | 160cm   | B型    | 8月27日 | 服部あやの                          |
| 星組・マイ（2018年初代） | 164cm   | A型    | 5月22日 | 2018年5月脱退                       |

なお、初代の星組マイが2018年5月に脱退してから、2代目星組マイが同年7月にデビューするまでは、星組ステージは花組マイと星組アミのコンビで行われていた。

### 2019年メンバー（第14代）
2019年期（4月～11月）営業期間中。2018年同様”花組””星組”の2班に分け、それぞれで「マイちゃん」「アミちゃん」と名乗り活動。2018年に続き活動継続した星組・マイ（2代目）も含め、メンバー全員がサンミュージック・アカデミー名古屋所属のタレントである。2019年営業当初は、週末などに2班合同で「マイちゃんアミちゃんDREAM」としてステージに立つこともあったが、星組・アミが脱退後は名義はそのままで3人で「マイちゃんアミちゃん」として出演していた。
| 名前       | 身長    | 血液型 | 誕生日   | 備考                                |
| ---------- | ------- | ------ | -------- | ----------------------------------- |
| 花組・マイ | 160cm   | B型    | 11月11日 |                                     |
| 花組・アミ | 154cm   | O型    | 10月4日  |                                     |
| 星組・マイ | 164.7cm | AB型   | 7月23日  | 2018年からの継続（2代目星組・マイ） |
| 星組・アミ | 170cm   | A型    | 4月13日  | 2019年7月脱退                       |

### 2020年メンバー（第15代）
2018年期・2019年期の「星組・マイ」が「花組・アミ」として続投し、新たな「花組・マイ」「星組・アミ」を迎え2020年期夏季営業を始めようとした矢先、新型コロナウイルス感染拡大（第1波）により営業開始が7月にずれ込んだ。さらに営業開始後も感染拡大（第2波）により同年8月までの営業となり7月～8月中旬のわずか1ヶ月半の活動となった。2018年・2019年同様”花組””星組”の2班に分けたが、”星組・マイ”は空席のままでステージは3人で「マイちゃんアミちゃん」名義で出演。また、この年からオリジナルCDの制作が中断している。
| 名前       | 血液型 | 誕生日  | 備考                                                      |
| ---------- | ------ | ------- | --------------------------------------------------------- |
| 花組・マイ | A型    | 7月12日 | 神咲さやか                                                |
| 花組・アミ | AB型   | 7月23日 | 2018年からの継続（2018:2代目星組・マイ、2019:星組・マイ） |
| 星組・マイ |        |         | （空席）                                                  |
| 星組・アミ | O型    | 4月20日 | 生菓                                                      |

### 2021年
前年に引き続き度重なる新型コロナウイルス感染拡大の影響によりビアホールは規模・期間を縮小しての営業となり、ステージイベントの開催は中止されたこともあり「マイちゃんアミちゃん」の活動はなかった。同年末の公式YouTubeに2020年メンバー3人（そのまま2022年期・第16代メンバーに）が出演した動画が配信されたのみである。

### 2022年メンバー（第16代）
- 新型コロナウイルスの影響により2021年期営業では中止されていたステージイベントが2年ぶりに再開。「マイちゃんアミちゃん」も2020年期（第15代）メンバー3人を再招集する形で活動再開。2022年夏季営業の同年4月から10月までの活動。”花組””星組”の2班に分けているが、2020年同様”星組・マイ”は空席のままで、日替わりで3人のうち2人が出演し、3人が一度に出演するのは「マイちゃんアミちゃんドリーム」名義で出演する時のみである。

| 名前       | 血液型 | 誕生日  | 備考                                                                       |
| ---------- | ------ | ------- | -------------------------------------------------------------------------- |
| 花組・マイ | A型    | 7月12日 | 2020年からの継続（2020:花組・マイ）                                        |
| 花組・アミ | AB型   | 7月23日 | 2018年からの継続（2018:2代目星組・マイ、2019:星組・マイ、2020:花組・アミ） |
| 星組・マイ |        |         | （空席）                                                                   |
| 星組・アミ | O型    | 4月20日 | 2020年からの継続（2020:星組・アミ）                                        |

- なお、”花組・アミ”は、タレントとしての芸名「かけのふみか（掛布古都花）」名義でソロとしてもステージ出演。

### 2023年メンバー（第17代）
- 2020年期（第15代）・2022年期（第16代）に引き続き「花組・アミ」「星組・アミ」が残留し、「花組・マイ」「星組・マイ」に新メンバーを迎え、2019年以来4年ぶりに”花組””星組”の2人×2班体制が復活した。同年6月に大宮高島屋（埼玉県さいたま市）にビアガーデン・マイアミの2号店「ビアガーデン・マイアミ 高島屋大宮店」を開店するなど店舗が新型コロナからの回復を見据えた戦略を取る中、夏季営業の同年4月から10月までの活動となった。

| 名前       | 血液型 | 誕生日   | 担当カラー | 備考                                                                             |
| ---------- | ------ | -------- | ---------- | -------------------------------------------------------------------------------- |
| 花組・マイ | A型    | 6月19日  | オレンジ   | 安井綾乃                                                                         |
| 花組・アミ | AB型   | 7月23日  | ホワイト   | 2018年からの継続（2018:2代目星組・マイ、2019:星組・マイ、2020・2022:花組・アミ） |
| 星組・マイ | B型    | 12月30日 | イエロー   |                                                                                  |
| 星組・アミ | O型    | 4月20日  | レッド     | 2020年からの継続（2020・2022:星組・アミ）                                        |

- なお、”花組・アミ”は、タレントとしての芸名「かけのふみか（掛布古都花）」名義でソロとしてもステージ出演[12]。

### 2024年メンバー（第18代）
- 2018年～2023年までの「花組」「星組」の2班体制を解消。2023年期（第17代）から残留した「花組・マイ」「花組・アミ」「星組・マイ」も「あやの」「ふみか」「りぶ」と芸名を変更。また新規メンバーとして「ゆきの」「みく」「りら」の3名が加入し6名体制とした。
- 2024年6月に横浜高島屋（神奈川県横浜市西区）にビアガーデン・マイアミの3号店「ビアガーデン・マイアミ 高島屋横浜店」を開店させ、関東での出店を進めたが、メンバーは名古屋・栄の1号店での夏季営業の同年4月から10月までの活動であった。

| 名前   | 血液型 | 誕生日   | 担当カラー | 備考                                                                             |
| ------ | ------ | -------- | ---------- | -------------------------------------------------------------------------------- |
| ふみか | AB型   | 7月23日  | 白         | 2018年からの継続（2018:2代目星組・マイ、2019:星組・マイ、2020～2023:花組・アミ） |
| あやの | A型    | 6月19日  | オレンジ   | 2023年からの継続（2023：花組・マイ）                                             |
| りぶ   | B型    | 12月30日 | 黄         | 2023年からの継続（2023：星組・マイ）                                             |
| ゆきの | B型    | 12月19日 | 黄緑       |                                                                                  |
| みく   | AB型   | 4月26日  | 赤         |                                                                                  |
| りら   | B型    | 1月28日  | ピンク     |                                                                                  |

- なお、”ふみか”は、2022年・2023年に引き続き、タレントとしての芸名「かけのふみか（掛布古都花）」名義でソロとしてもステージ出演。

## 関東限定ユニット

### マイちゃんアミちゃんNEO
- 関東2店舗である大宮高島屋（2023～）、横浜高島屋（2024～）限定ユニット。マイちゃんアミちゃんのOGが担当。
  - Miyo　（2009・2010年OG、ELLET・Miyo）
  - IKUMI　（2015～2017年OG、HOP!）
  - SEIKA　（2020～2023年OG）[13]

### マイちゃんアミちゃんEAST
- 大宮高島屋限定（2024～）。HOTALOOPのメンバー2名が選任された[14]。名古屋「マイちゃんアミちゃん」での活動歴はなし。
  - あおい（愛瀬あおい）
  - りり（熊野りり）

## メンバーOG
メンバーの中には「マイちゃんアミちゃん」としての活動終了後、プロのタレントに転身する者も登場する。またマイアミのステージでもOG枠が設けられ復帰を果たす者もいる。「マイちゃんアミちゃん」としての活動・在籍経験があることを公表し芸能活動を行う者を列挙する（現役メンバーを含む）。
- 鈴木ひでみ（2006年～2008年アミ）　シンガー。
- 早田明日香（2008年マイ[15]）　モデルとして活動したのちタレントに。東海ラジオレポートドライバーも務めた（2013年4月～2018年8月）。
- 志知美代子（2009・2010年マイ）　在名モデルとヴォーカルユニット「NNG（Natural & Noble Girls）」（2011年～2013年）、「sylphete（シルエット）」（2013年～2015年）に参加したのち、現在はソロのモデル・タレント・シンガーとして活動する。また、2010年アミと「ELLET」(エレット)を結成、OG枠でマイアミのステージに出演。2010年アミは活動から離れたものの「ELLET・Miyo」としてソロで2025年営業に至るまで毎年マイアミのステージに出演中。マイちゃんアミちゃんのOGが担当する「マイちゃんアミちゃんNEO」にも参加。
- かとう唯（2011年マイ）　アイドルユニット「平成琴姫」に参加（2013年6月～2016年7月）したのち、現在はミュージカル女優、ダジャレントとしても活動している。
- 沙月美祐（2011年アミ）　かとうとともに「平成琴姫」に参加した（2013年6月～2015年6月）のち、バンド”Voice of Mind”に参加（2015年9月～2018年8月）現在はシンガー。
  - かとうと沙月は、「平成琴姫」のメンバーとしてマイアミのステージに出演した。
- 中嶋もえ（2012年TEAM RED:アミ）　シンガー・モデル（引退）。「MA-girls」メンバーとしてマイアミのステージに出演した。
- KAISA（2012年）　シンガー・モデル（引退）。
- 東まりな（2012・2013年マイちゃん）　グラビアモデルとして活動したのち、タレントに（引退）。日テレジェニック2014候補生。
- 七海ティナ（2014年Jupiter:マイ）　名古屋で「七碧ティナ」名義でライブアイドルとして活動したのち、現在の名義でAV女優・ヌードモデルに転向、恵比寿マスカッツ1.5にも参加。
- 松澤かんな（2014年Jupiter:アミ）　名古屋のライブアイドル・ナト☆カンで「松澤あんな」の名義で活動。現在はシンガーソングライター、アイドルプロデューサー[16]
- ウーパーりさ（2014年Venus:マイ、2015年マイちゃんアミちゃん's:RISA）　「SHALE SHALE」(シェールシェール)ヴォーカルとしてマイアミのOG枠ステージに出演。現在はマイアミを離れているが、ソロのシンガーソングライターとして活動中。
- MIYU[要出典]（2015年マイちゃんアミちゃん's）　2016年好き嫌い愛してるとしてアイドルソロデビュー 集客はいつもゼロだったがめげずに活動。しかし1年で逃げ出してしまい、活動途中で突然消えてしまう。名古屋にいられなくなり現在は大阪にてサブミルリッパスのサックスとして活動中
- 橋本咲季（2018年花組マイ）　サロンモデル、撮影会モデルとして活動。
- 服部あやの（2018年星組アミ）　OFR48、ちゅあーず（中京競馬場おみくじ馬券ユニット）に参加。イベントコンパニオン、撮影会モデル、アイドルプロデューサーとしても出演。
- 掛布古都花（2018年2代目・2019年星組マイ、2020年・2022・2023年花組・アミ、2024～2025：ふみか）現役メンバー。「マイちゃんアミちゃん」参加前から所属していたサンミュージック・アカデミー名古屋のタレントとして活動中。また、2022年営業よりソロのタレントとしてもマイアミのステージに出演。
- 神咲さやか（2020年・2022年花組・マイ）タレント、つり雑誌やゴルフ雑誌のWEB動画のリポーターとして活動。
- 生菓（2020年・2022・2023年星組・アミ）ダンサーとしてライブに出演するかたわら、動画配信等を行う。マイちゃんアミちゃんのOGが担当する「マイちゃんアミちゃんNEO」にも参加。
- 安井綾乃（2023年花組・マイ、2024～2025）現役メンバー。「マイちゃんアミちゃん」参加前から所属していたサンミュージック・アカデミー名古屋のタレントとして活動中。

## ディスコグラフィー

### マイちゃんアミちゃん単体
会場限定販売。ステージイベントの間に各メンバーが店舗内を回り手売にて販売していたが、2019年を最後に制作・販売が中断されている。
| 年       | タイトル              | 品番       | 備考 |
| -------- | --------------------- | ---------- | ---- |
| 2006年   | my style              |            |      |
| 2007年   | Bitter Sweet          | ESPER-0003 |      |
| 2008年   | cocoon                | ESPER-0004 |      |
| 2009年   | Pudding before praise |            |      |
| 2010年   | hava a dream?         |            |      |
| 2011年   | SUMMER VOYAGE         |            |      |
| 2012年   | RECOLLECTION          |            |      |
| 2013年   | Next Stage            |            |      |
| 2014年   | WISH                  |            |      |
| 2015年   | believe               | ESPER-0012 |      |
| 2016年   | Tomorrow              |            |      |
| 2017年   | MEMORIA               | ESPER-0016 |      |
| 2018年   | Shiny Days            | ESPER-0017 |      |
| 2019年   | FREEDOM               | ESPER-0018 |      |
| 2020年～ | (リリースなし)        |            |      |

### マイちゃんアミちゃん10周年記念CD
会場限定販売。2006年～2015年のマイちゃんアミちゃんと、2015年のステージレギュラー出演者の「SuperEllie」「DAISUKE」の曲を収録。
| 年     | タイトル                         | 品番       | 備考 |
| ------ | -------------------------------- | ---------- | ---- |
| 2015年 | mai&ami 10th ANNIVESARY THE BEST | ESPER-0013 |      |

## メディア出演

### ラジオ
- 重田優平とマイちゃんアミちゃんの華金だでよ！（@FM、2017年7月 - 9月、第12代メンバー）